# 王朝酒業
中法合营王朝葡萄酿酒有限公司是中国天津一家最早成立葡萄酒厂，亦是中国在制造业的第一家中外合资企业，从事生产、销售位于中国葡萄酒等产品，母公司是王朝酒业集团有限公司（港交所：0828）。

## 主要股东
- Famous Ever Group Limited（44.82%）（由天津发展控股有限公司（港交所：00882）全资持有）
- 人頭馬亞太有限公司（27.03%）

## 发展历程
- 1980年，王朝是由天津市葡萄园及人头马成立的中法合营企业
- 2004年，集团全年葡萄酒产能30,000吨
- 2005年，集团成立25周年，当年1月26日在香港联合交易所上市，股份代号828，9月5日晋身恒生香港中资企业指数成份股
- 2006年，集团年产能于2006年中达50,000吨
- 2009年，集团与当年12月在上海开设首间上海窖藏酒公司“Dynasty Club”；集团亦于上海市黄浦区开设首间王朝葡萄酒专卖店
- 2010年，集团年产能将达至70,000吨

## 得奖
王朝产品获Institut International Pour Les Selections De La Qualite颁发以下奖项： 
- 1988 王朝乾紅葡萄酒获颁MEDAILLE DE BRONZE奖项
- 1988 & 1989王朝特干白葡萄酒连续两年获颁MEDAILLE D'OR奖项
- 1989 - 1991王朝半干白葡萄酒获颁MEDAILLE D'ARGENT (1989), MEDAILLE D'OR (199

## 外部連結
- 王朝酒業官方網站 dynasty-wines.com （页面存档备份，存于）
- 王朝葡萄釀酒業官方網站 dynasty.com.cn